# ب. براون
ب. براون هي شركة ألمانية للأجهزة الطبية والصيدلانية. يقع مقرها الرئيسي في ميلسونجن في وسط ألمانيا . تأسست الشركة في عام 1839 ولا تزال مملوكة لعائلة براون. لديها حاليًا أكثر من 63,000 موظف حول العالم، ومكاتب ومرافق إنتاج في أكثر من 60 دولة.
تقدم الشركة أكثر من 5000 منتج مختلف للرعاية الصحية، 95% منها يتم تصنيعها بواسطة الشركة. في عام 2018، حققت الشركة إيرادات بلغت 6.908 مليار يورو.

## التاريخ
بدأت الشركة في عام 1839 كصيدلية في ميلسونجن، حيث بدأت في بيع الأعشاب الطبية عن طريق البريد للعملاء في ألمانيا.
في عام 1969، قدمت الشركة منتج Lyodura . تم إزالة المنتجات المماثلة من الشركات المصنعة الأخرى من السوق في الولايات المتحدة وكندا في عام 2002. وفي العام نفسه، اتفقت شركة ب. براون ميلسونجن مع السلطات الصحية اليابانية على دفع تعويضات لأسر الضحايا تزيد عن 600 ألف دولار لكل منهم. 
في عام 2009، اختيرت الشركة كأفضل شركة للعمل بها في ألمانيا. 
في فبراير 2012، أعلنت الشركة أنها توقفت عن إنتاج الأنسولين البشري. 
في عام 2013، افتتحت الشركة مركزًا لليوم والندوات في مجمع دير هايداو في مورشين. 
في عام 2017، دخلت الشركة مع شركة فيليبس (Philips) في تحالف في مجال التخدير الإقليمي الموجه بالموجات فوق الصوتية.
في عام 2018، افتتحت الشركة منشأة إنتاج جديدة لأجهزة غسيل الكلى في ويلسدروف، ساكسونيا. 

## القضايا القانونية
في عام 2010، وافقت شركة ب. براون الطبية، وهي شركة تابعة لشركة ب. براون، على دفع 14.7 مليون دولار أمريكي لتسببها في دفع برنامج ميديكيد في الولايات المتحدة مبالغ مبالغ فيها على العشرات من منتجاتها.